# Tim Van Patten
Timothy „Tim“ Van Patten (* 10. Juni 1959 in Brooklyn, New York City) ist ein US-amerikanischer Fernsehregisseur, Schauspieler, Drehbuchautor und Filmproduzent.
Van Patten führte Regie bei Folgen von Die Sopranos, The Wire, Deadwood, Boardwalk Empire, Rom, The Pacific, Game of Thrones, Ed – Der Bowling-Anwalt und Sex and the City. Als Schauspieler ist er vor allem durch die Rolle des Salami in der US-amerikanischen Dramaserie The White Shadow bekannt geworden. Zudem spielte er den bösen Teenager Peter Stegman in Die Klasse von 1984 und Max Keller in der kurzlebigen Actionserie Der Ninja-Meister.

## Leben
Van Patten wurde in Brooklyn, New York City geboren. Er wuchs in Massapequa, New York auf und besuchte dieselbe Highschool wie Jerry Seinfeld. Van Patten ist der Halbbruder vom Schauspieler Dick Van Patten und der Schauspielerin Joyce Van Patten, sowie der Onkel von Vincent Van Patten und Talia Balsam, beide ebenfalls Schauspieler. Eines seiner Kinder ist die Schauspielerin Grace Van Patten.

## Karriere

### Auszeichnungen
Im Jahr 2001 gewann Van Patten, zusammen mit Terence Winter, den Writers Guild of America Award und den Edgar Allan Poe Award für die Sopranos-Episode Pine Barrens (Verschollen im Schnee), Regie führte Steve Buscemi. Im Jahr 2004 führte Van Patten Regie bei der Folge Long Term Parking (Nur für Langzeitparker), welche einen Emmy für Best Writing in a Dramatic Series gewann.

## Filmografie

### Regie
- 1992: Home Fires (Fernsehserie, Episode 1x05)
- 1994–2000: Ein Hauch von Himmel (Touched by an Angel, Fernsehserie, 31 Episoden)
- 1995–1996: Central Park West (Fernsehserie, 2 Episoden)
- 1995, 1999: Homicide (Homicide: Life on the Street, Fernsehserie, 2 Episoden)
- 1996–1998: Der Sentinel – Im Auge des Jägers (The Sentinel, Fernsehserie, 4 Episoden)
- 1996–1998: Ein Wink des Himmels (Promised Land, Fernsehserie, 3 Episoden)
- 1997–1998: New York Undercover (Fernsehserie, 3 Episoden)
- 1998: The Visitor – Die Flucht aus dem All (The Visitor, Fernsehserie, Episode 1x13)
- 1999: Future Man (Now and Again, Fernsehserie, Episode 1x06)
- 1999–2007: Die Sopranos (The Sopranos, Fernsehserie, 20 Episoden)
- 2001–2003: Ed – Der Bowling-Anwalt (Ed, Fernsehserie, 5 Episoden)
- 2002: The American Embassy (Fernsehserie)
- 2002: Das Geheimnis von Pasadena (Pasadena, Fernsehserie, Episode 1x05)
- 2002: Untitled Paul Simms Pilot (Fernsehfilm)
- 2002–2004: The Wire (Fernsehserie, 3 Episoden)
- 2003: Keen Eddie (Fernsehserie, Episode 1x06)
- 2003–2004: Sex and the City (Fernsehserie, 4 Episoden)
- 2005: Deadwood (Fernsehserie, Episode 2x08)
- 2005: Into the West – In den Westen (Into the West, Miniserie, Episode 1x05)
- 2005, 2007: Rom (Rome, Fernsehserie, 2 Episoden)
- 2010: The Pacific (Miniserie, 3 Episoden)
- 2010–2014: Boardwalk Empire (Fernsehserie, 18 Episoden)
- 2011: Game of Thrones (Fernsehserie, 2 Episoden)
- 2016: Big Dead Place (Fernsehserie, Episode 1x01)
- 2017: Black Mirror (Fernsehserie, Episode 4x04 Hang the DJ)
- seit 2020: Perry Mason (Fernsehserie)
- 2024: Masters of the Air (Miniserie)
- 2024: Franklin (Miniserie)

### Drehbuch
- 2001: Die Sopranos (The Sopranos, Fernsehserie, Episode 3x11 Verschollen im Schnee)
- 2010: Boardwalk Empire (Fernsehserie, Episode 1x07 Vergangenheit und Zukunft)

### Darsteller
- 1978: Eight Is Enough (Fernsehserie, Episode 2x24)
- 1978–1981: The White Shadow (Fernsehserie, 54 Episoden)
- 1979–1980: Nachdenkliche Geschichten (Insight, Fernsehserie, 3 Episoden)
- 1982: Die Klasse von 1984 (Class of 1984)
- 1982: The Silence (Kurzfilm)
- 1982: High Powder (Fernsehfilm)
- 1983: Johnny Garage (Fernsehfilm)
- 1983: Escape from El Diablo
- 1984: Der Ninja-Meister (The Master, Fernsehserie, 13 Episoden)
- 1985: Chefarzt Dr. Westphall (St. Elsewhere, Fernsehserie, 3 Episoden)
- 1985: Zone Troopers – Kriegsmission aus dem All (Zone Troopers)
- 1986: Dress Gray (Miniserie, 2 Episoden)
- 1986–1987: Nachtstreife (Night Heat, Fernsehserie, 2 Episoden)
- 1988: Scout Academy (The Wrong Guys)
- 1988: Catacombs – Im Netz des Dunkeln (Catacombs)
- 1989–1990: E.S.U. – Notruf New York (True Blue, Fernsehserie, 12 Episoden)
- 2001: Water with Food Coloring (Kurzfilm)